# Micropygus divergens
Micropygus divergens är en tvåvingeart som beskrevs av Octave Parent 1933. Micropygus divergens ingår i släktet Micropygus och familjen styltflugor. Inga underarter finns listade i Catalogue of Life.